# هلبة

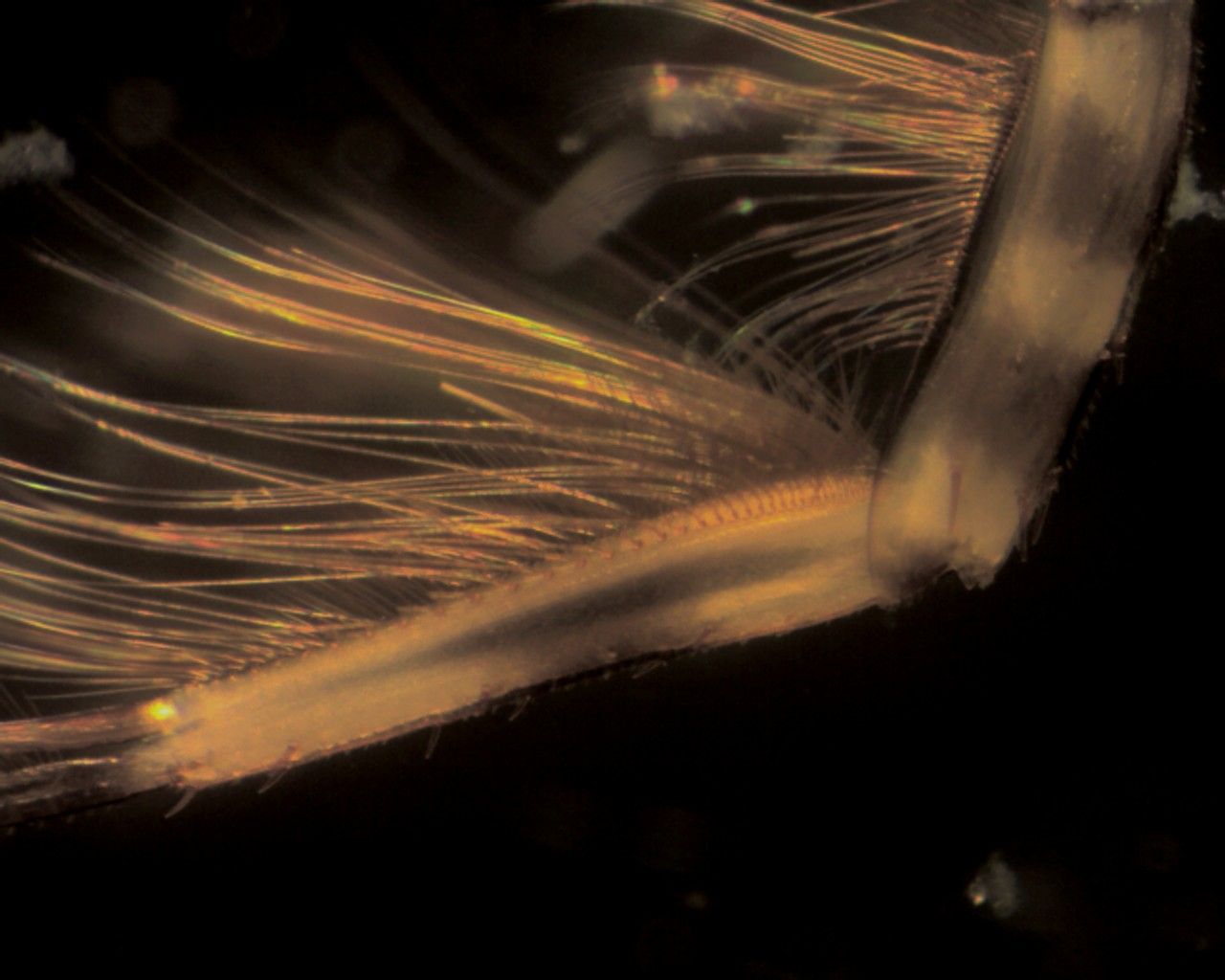
هلبات على القائمة الأمامية لذباب مايو.

في علم الأحياء، الهُلْبة هي أي بُنية شبيهة بالشعر موجودة على الكائنات الحية.